# 拜拉比
拜拉比（Bairabi），是印度米佐拉姆邦Kolasib县的一个城镇。总人口3304（2001年）。

## 人口
该地2001年总人口3304人，其中男性1736人，女性1568人；0—6岁人口630人，其中男327人，女303人；识字率68.86%，其中男性为70.56%，女性为66.96%。